# Dun Bharabhat (Lewis and Harris)

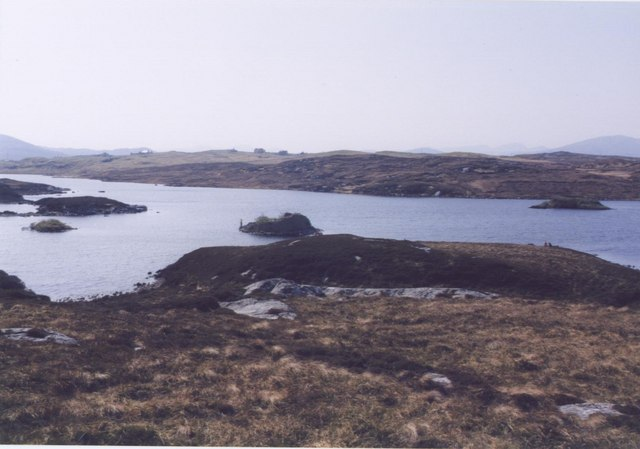
Dun Bharabhat

Dun Bharabhat (auch Dun Baravat oder Dun Bharabhat Cnip) ist ein Broch auf der Bhaltos-Halbinsel auf Lewis and Harris, einige Kilometer westlich des gleichnamigen Brochs von Great Bernera. Brochs mit der Bezeichnung Dun (Dun an Sticir, Dun Cuier, Dun Dornaigil, Dùn Mòr, Dun Ringill), die ansonsten für niedrigere Baulichkeiten aus Stein gebraucht wird, sind in Westschottland häufig.

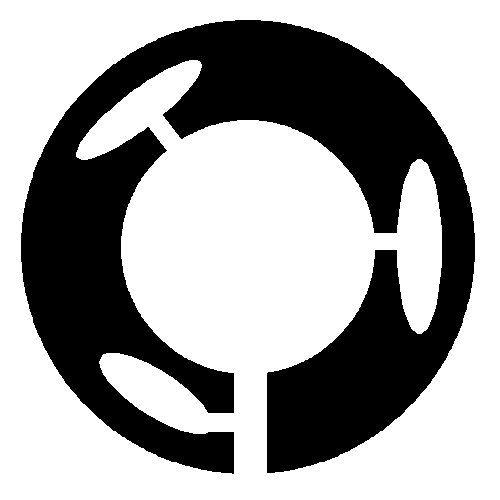
Prinzipskizze Grundriss eines Brochs

Dieser vergleichsweise alte, aber kleine ovale Broch von 10 bis 11 m Durchmesser ist ausgegraben worden und stammt aufgrund der Radiokohlenstoff-Analyse aus der letzten Hälfte des 1. Jahrtausends v. Chr. (Eisenzeit). Er hat drei Galerien und eine Treppe im Mauerring und sein Zugang, der mit einer Türhalterung und Verriegelung versehen ist, liegt auf der etwas mehr als 20 m langen abgewandten Seite des Dammes. Der überraschende Aspekt der Ausgrabung war die Existenz von äußeren Strukturen, die teilweise unterhalb des Wasserspiegels lagen. Diese Bedingungen waren geeignet, organisches Material wie Holz und Pflanzen zu bewahren.
Etwa 500 Meter entfernt liegt der Broch im Loch Na Berie und 5,0 km westlich liegt Dun Borranais.